# 풀 프루프
《풀 프루프》(영어: Foolproof)는 2003년에 개봉한 캐나다 영화이다.

## 출연
- 라이언 레이놀즈 - 케빈
- 크리스틴 부스 - 샘
- 조리스 자스키 - 롭
- 데이빗 서쳇 - 레오

## 한국판 성우진(SBS)
- 구자형 - 케빈(라이언 레이놀즈)
- 우정신 - 샘(크리스틴 부스)
- 최원형 - 롭(조리스 자스키)
- 장광 - 레오(데이빗 서쳇)
- 이종혁 - 메이슨 형사(제임스 알로디)
- 홍승섭 - 케니(미프) / 래리(데이비드 휼렛)
- 정동열 - 해미쉬(윌리엄 하우스)
- 최옥희 - 해미쉬의 비서(수 게레이)
- 송연희 - 매기(타라 슬론)
- 장호비 - 스탠(숀 설리반)
- 배주영 - 샌디(로라 카탈라노)
- 기경옥 - 사무실 직원
- 이선호 - 장난감 음성